# Dźwierzuty (gmina)
Dźwierzuty est une gmina rurale du powiat de Szczytno, Varmie-Mazurie, dans le nord de la Pologne. Son siège est le village de Dźwierzuty, qui se situe environ 18 km au nord de Szczytno et 31 km à l'est de la capitale régionale Olsztyn.
La gmina couvre une superficie de 263,35 km2 pour une population de 6 631 habitants.

## Géographie
La gmina inclut les sołectwa de Dąbrowa, Dźwierzuty, Gisiel, Jabłonka, Jeleniewo, Linowo, Łupowo, Miętkie, Orzyny, Nowe Kiejkuty, Olszewki, Popowa Wola, Rańsk, Rumy, Sąpłaty et Targowo.
La gmina borde les gminy de Barczewo, Biskupiec, Pasym, Piecki, Purda, Sorkwity, Świętajno et Szczytno.